# Агаш, Альфред (архитектор)
Альфред Юбер Дона Агаш (Alfred Hubert Donat Agache, 24 февраля 1875 — 4 мая 1959) — французский архитектор-урбанист, автор генерального плана Рио-де-Жанейро 1927—1932 годов, ряда других городов, кавалер ордена Почётного легиона (1925).

## Детство и образование
Альфред Агаш родился в довольно обеспеченной семье. Отец — Огюст Агаш. Один дядя — Альфред Агаш —художник, другой — Эдуард Агаш — промышленник, занимавшийся текстилем и химией. Семейное окружение, готовившее Альфреда к карьере музыканта, оставило на нём следы как в его художественном восприятии, так и в способности к пониманию изменений промышленной системы.
Агаш изучал архитектуру в Высшей школе изящных искусств, затем социологию в Свободном колледже общественных наук, где он усвоил мысль Дюркгейма.
В 1902 году он примкнул к Общественному музею и в 1904 году стал главой представительства одного из его филиалов на Всемирной выставке в Сент-Луисе в США.
Каждое из этих событий оказало значительное влияние на работу Агаша.

## Хронология основных достижений
- 1911: Создание плана города Дюнкерк. Главной целью ставил связать Дюнкерк с окрестными промышленными городами посредством автомобильных, железных и речных дорог, внутренних гаваней;
- 1911: член-основатель Общества французских урбанистов;
- 1912: план Канберры;
- 1913: становится генеральным секретарём Общественного музея (Le Musée social); читает один из первых курсов по градостроительству в Свободном колледже общественных наук;
- 1915: участвует в восстановлении разрушенных городов; совместно с Ж. М. Обюртеном и Э. Редоном опубликовал для парламентской комиссии оккупированных департаментов «Как восстановить наши разрушенные города»;
- 1923: становится секретарём Общества французских урбанистов;
- 1925: награждён орденом Почётного легиона;
- 1927—1932: генеральный план для Рио-де-Жанейро: «Переустройство столичного города» (la Remodelation d’une capitale). Это проект расширения, перестройки и благоустройства города. Агаш хочет утвердить монументальный облик и мощь этого столичного города и в то же время обустроить его в общественном направлении. Работа над планом Рио-де-Жанейро рассматривается как наиболее крупная работа Агаша;
- 1943: при помощи двух своих учеников осуществляет план Куритибы. Этот план и сегодня воспринимается как модель экологического урбанизма.

## Принципы
Альфред Агаш считал урбанизм одновременно наукой, искусством и философией. Согласно его воззрениям, эта научная дисциплина должна базироваться на теоретическом осмыслении фактов демографии, географии, истории. Однако урбанизм остаётся искусством и должен бороться с уродливым. Таким образом урбанист, через этот сплав между искусством и рациональностью, находится между архитектором и инженером. Но урбанизм — также и общественная философия поскольку должен способствовать общественному благосостоянию.
Будучи одним из активных членов Общественного музей, Агаш был пропитан идеями этого движения:
- гигиенизм;
- улучшение социальных и моральных условий;
- борьба против спекуляции и уход в сторону от частной собственности, либерализма. Работая на общественное благосостояние, урбанизм идёт вразрез с частной собственностью;
- его приверженность к генеральным планам, вероятно, также имеет истоком общественный музей.

## Планы городов

### Канберра
Получил третий приз на конкурсе.
Этот план можно рассматривать как утилитаристский (из-за деления города на секторы), монументальный, основанный на социальных и гигиенических соображениях.
Согласно плану город делился на шесть кварталов: жилой, промышленный, торговый, университетский, досуговый и политический. Каждый квартал располагался в соответствии со своими функциями: например, политический — в верхней части. Рациональным было расположение дорог: гипподамовы кварталы объединялись лучевыми дорогами, исходящими от места власти.
План монументальный, так как всё должно напоминать о столичной функции города. Этому способствовали памятники, разбросанные по всему городу. С другой стороны, расположение мест власти на высоте, так, чтобы их было видно всем, также подкрепляет монументальность.
Важное место в проекте занимали социальные и гигиенические вопросы. Площадь зелёных насаждений достигала 20 % от общей площади. Планом также предусматривалась разработка сложной дренажной и канализационной системы.
Полностью план реализован не был.

### Рио-де-Жанейро
Новый генеральный план бразильской столицы был заказан Альфреду Агашу в 1927 году и окончательно готов в 1930.
Согласно плану, хаотично застроенные и вредные для здоровья районы должны были быть снесены. Центром города должна была стать площадь Порту-ду-Бразил, ориентированная на залив Гуанабара. Площадь должны были окружать монументальные правительственные здания в стиле ар-деко. Городское пространство жёстко регулировалось.
В полном объёме план реализован не был, а в 1934 году от него окончательно отказались, но многие его идеи были осуществлены режимом Варгаса.

### Куритиба
План предполагал снос исторического центра, создание большого бульварного кольца и радиальных магистралей, метрополитена. От дальнейшей реализации этого проекта отказались после 1971 года.